# Okręg wyborczy nr 81 do Senatu Rzeczypospolitej Polskiej
Okręg wyborczy nr 81 do Senatu Rzeczypospolitej Polskiej obejmuje obszar powiatów buskiego, jędrzejowskiego, kazimierskiego, koneckiego, pińczowskiego, staszowskiego i włoszczowskiego (województwo świętokrzyskie). Wybierany jest w nim 1 senator na zasadzie większości względnej.
Utworzony został w 2011 na podstawie Kodeksu wyborczego. Po raz pierwszy zorganizowano w nim wybory 9 października 2011. Wcześniej obszar okręgu nr 81 należał do okręgu nr 32.
Siedzibą okręgowej komisji wyborczej są Kielce.

## Reprezentanci okręgu
| Rok  | Rok             | Senator        | Komitet wyborczy       |
| ---- | --------------- | -------------- | ---------------------- |
|      | 2011            | Mieczysław Gil | Prawo i Sprawiedliwość |
| 2015 | Jacek Włosowicz |                | Prawo i Sprawiedliwość |
| 2019 | Jacek Włosowicz |                | Prawo i Sprawiedliwość |
| 2023 | Jacek Włosowicz |                | Prawo i Sprawiedliwość |

## Wyniki wyborów
Symbolem „●” oznaczono senatora ubiegającego się o reelekcję.

### Wybory parlamentarne 2011
| Kandydat                                                                                      | Kandydat            | Komitet wyborczy                         | Głosów | Głosów | Głosów |
| Kandydat                                                                                      | Kandydat            | Komitet wyborczy                         | Liczba | %      | +/–    |
| --------------------------------------------------------------------------------------------- | ------------------- | ---------------------------------------- | ------ | ------ | ------ |
|                                                                                               | Mieczysław Gil      | Prawo i Sprawiedliwość                   | 45 526 | 31,91  | –      |
|                                                                                               | Tadeusz Kowalczyk   | Polskie Stronnictwo Ludowe               | 29 906 | 20,96  | –      |
|                                                                                               | Andrzej Zoch        | Platforma Obywatelska RP                 | 26 207 | 18,37  | –      |
|                                                                                               | Stanisław Gomułka   | KWW W. Lubawskiego – Senat dla Obywateli | 17 076 | 11,97  | –      |
|                                                                                               | Andrzej Kozera      | Sojusz Lewicy Demokratycznej             | 15 401 | 10,80  | –      |
|                                                                                               | Mirosław Skrobich   | Polska Jest Najważniejsza                | 4472   | 3,13   | –      |
|                                                                                               | Włodzimierz Wiertek | KWW Włodzimierza Wiertka                 | 4075   | 2,86   | –      |
| Frekwencja: 40,23% Liczba głosów ważnych: 142 663 (96,44%) Źródło: Państwowa Komisja Wyborcza |                     |                                          |        |        |        |

### Wybory parlamentarne 2015
| Kandydat                                                                                      | Kandydat             | Komitet wyborczy                             | Głosów | Głosów | Głosów |
| Kandydat                                                                                      | Kandydat             | Komitet wyborczy                             | Liczba | %      | +/–    |
| --------------------------------------------------------------------------------------------- | -------------------- | -------------------------------------------- | ------ | ------ | ------ |
|                                                                                               | Jacek Włosowicz      | Prawo i Sprawiedliwość                       | 69 115 | 45,74  | +13,83 |
|                                                                                               | Grzegorz Gałuszka    | Polskie Stronnictwo Ludowe                   | 22 796 | 15,09  | –5,87  |
|                                                                                               | Józef Bryk           | Platforma Obywatelska RP                     | 20 607 | 13,64  | –4,73  |
|                                                                                               | Krzysztof Malinowski | KKW Zjednoczona Lewica SLD+TR+PPS+UP+Zieloni | 16 731 | 11,07  | +0,27  |
|                                                                                               | Andrzej Kruzel       | KWW KWW Kruzel Andrzej – Wasz Senator        | 8526   | 5,64   | –      |
|                                                                                               | Artur Augustyn       | KWW Grzegorza Brauna „Szczęść Boże!”         | 7916   | 5,24   | –      |
|                                                                                               | Artur Konarski       | KWW Ruch Społeczny Rzeczypospolitej Polskiej | 5418   | 3,59   | –      |
| Frekwencja: 43,27% Liczba głosów ważnych: 151 109 (96,35%) Źródło: Państwowa Komisja Wyborcza |                      |                                              |        |        |        |

### Wybory parlamentarne 2019
| Kandydat                                                                                      | Kandydat          | Komitet wyborczy           | Głosów  | Głosów | Głosów |
| Kandydat                                                                                      | Kandydat          | Komitet wyborczy           | Liczba  | %      | +/–    |
| --------------------------------------------------------------------------------------------- | ----------------- | -------------------------- | ------- | ------ | ------ |
|                                                                                               | Jacek Włosowicz ● | Prawo i Sprawiedliwość     | 121 321 | 64,09  | +18,35 |
|                                                                                               | Andrzej Lasak     | Polskie Stronnictwo Ludowe | 67 983  | 35,91  | +20,82 |
| Frekwencja: 55,30% Liczba głosów ważnych: 189 304 (97,13%) Źródło: Państwowa Komisja Wyborcza |                   |                            |         |        |        |

### Wybory parlamentarne 2023
| Kandydat                                                                                      | Kandydat          | Komitet wyborczy                                                           | Głosów  | Głosów | Głosów |
| Kandydat                                                                                      | Kandydat          | Komitet wyborczy                                                           | Liczba  | %      | +/–    |
| --------------------------------------------------------------------------------------------- | ----------------- | -------------------------------------------------------------------------- | ------- | ------ | ------ |
|                                                                                               | Jacek Włosowicz ● | Prawo i Sprawiedliwość                                                     | 110 365 | 49,01  | –15,08 |
|                                                                                               | Edmund Kaczmarek  | KKW Trzecia Droga Polska 2050 Szymona Hołowni – Polskie Stronnictwo Ludowe | 76 293  | 33,88  | –2,03  |
|                                                                                               | Sławomir Szarek   | Konfederacja Wolność i Niepodległość                                       | 18 929  | 8,41   | –      |
|                                                                                               | Jakub Kosiń       | Bezpartyjni Samorządowcy                                                   | 15 701  | 6,97   | –      |
|                                                                                               | Jerzy Kułaga      | Zjednoczenie Chrześcijańskich Rodzin                                       | 3916    | 1,74   | –      |
| Frekwencja: 69,18% Liczba głosów ważnych: 225 204 (97,50%) Źródło: Państwowa Komisja Wyborcza |                   |                                                                            |         |        |        |